# Mehmet Dinçer
Mehmet Dinçer (* 20. Februar 1933, in Istanbul) ist ein ehemaliger türkischer Fußballspieler. In den 1950 spielte er kurze Zeit für Fenerbahçe Istanbul. Mit der Türkischen Nationalmannschaft nahm er an der Weltmeisterschaft 1954 teil, kam aber während dieses Turniers zu keinem Einsatz.

## Karriere

### Verein
Über die Fußballspielerkarriere ist wenig bekannt. Er spielte in den 1950 kurzzeitig für den türkischen Traditionsverein Fenerbahçe Istanbul.

### Nationalmannschaft
Ohne zuvor je ein Länderspiel für die türkische Nationalmannschaft absolviert zu haben, wurde Dinçer vom Nationaltrainer Sandro Puppo in den Kader der Türkei für die Weltmeisterschaft 1954 berufen. Hier belegte man am Ende der Gruppenphase punktgleich mit der deutschen Auswahl den zweiten Tabellenplatz. Obwohl man das bessere Torverhältnis hatte, wurde nach der damaligen Regelung der Gruppenzweite durch ein Entscheidungsspiel zwischen diesen beiden Teams entschieden. Diese Begegnung entschied Deutschland 7:2 für sich. Aufgrund der damals großen Konkurrenz auf den defensiv ausgerichteten Spielpositionen kam Dinçer während des Turniers zu keinem Spieleinsatz.
Nach der WM 1954 wurde Dinçer nicht mehr für die Nationalmannschaft berücksichtigt.